# Герман, Николай Николаевич
Николай Николаевич Герман (7 мая 1923 год, Жаволки, Копыльский район, Минская область, Белорусская ССР, СССР — 12 сентября 1991 год) — слесарь-ремонтник Несвижской МТС, Герой Социалистического Труда (1971).

## Биография
Родился 7 мая 1923 года в селе Жаволки Копыльского района Минской области, Белоруссия. Закончив в 1939 году семилетнюю Потейковскую среднюю школу, вступил в местный колхоз. Окончил курсы трактористов, после чего стал работать в Копыльской МТС. Участвовал в Великой Отечественной войне. С 1942 года был партизаном и с августа 1944 года воевал в рядах Красной Армии. С 1948 года работал трактористом, бригадиром тракторной бригады и слесарем-ремонтником в Несвижской МТС.
За достигнутые результаты в выполнении пятилетнего плана и достижение выдающихся результатов в развитии сельскохозяйственного производства был удостоен в 1971 году звания Героя Социалистического Труда.
В 1985 году вышел на пенсию. Скончался в 1991 году.

## Награды
- Медаль «За отвагу» — награждён 30 апреля 1945 года;
- Герой Социалистического Труда — указом Президиума Верховного Совета от 8 апреля 1971 года;
- Орден Ленина (1971);
- Орден Трудового Красного Знамени;
- Орден Отечественной войны Ii степени — награждён 13 мая 1985 года.